# Rena Owen
Rena Owen (* 22. července 1962, Nový Zéland) je novozélandská herečka. Proslavila se rolemi ve filmech Kdysi byli bojovníky a Star Wars: Epizoda II – Klony útočí. Od roku 2018 hraje jednu z hlavních rolí v seriálu stanice Freeform Siréna.

## Životopis
Narodila se na Novém Zélandu, má maorské, velšské a evropské kořeny. Má osm sourozenců. Byla vychovávaná jako katolička v malém městě v regionu Bay of Islands na Severním ostrově. Pravidelně vystupovala s místní maorskou skupinou a objevovala se v muzikálech a dramatických hrách na střední škole. Původně se chtěla věnovat práci ve zdravotnictví. Tři roky se připravovala na práci v Aucklandské nemocnici. Poté, co splnila kvalifikaci a stala se registrovanou sestrou, se přestěhovala do Londýna.

## Kariéra
Od osmdesátých let spolupracovala s Actors Institute a pracovala v Britských divadlech. Sama napsala scénář a zahrála si ve hře Te Awa i Tahuti (The River That Ran Away), se kterou úspěšně absolvovala Londýnské turné a později byla publikována nakladatelstvím NZ Playmarket v roce 1991.
V roce 1989 se vrátila na Nový Zéland a zahrála si ve dvou televizních seriálech stanice Television NZ. Owen stále pracovala i v divadlech, kde hrála, psala scénáře, režírovala a pracovala jako dramaturgyně. Je jednou ze zakladatelek divadla Taki Rua. Napsala scénář a zahrála si ve filmu Daddy's Girl, vedlejší role hrála v seriálech Betty's Bunch a Shark in the Park. V roce 1994 si zahrála ve filmu Kdysi byli bojovníky a o pět let později se objevila v sequelu Jak dopadají zoufalci?. Roli Taun We si zahrála ve filmech Star Wars: Epizoda II – Klony útočí a Star Wars: Epizoda III – Pomsta Sithů. Malou roli si zahrála ve filmu režiséra Stevena Spielberga A.I. Umělá inteligence. Vedlejší roli získala v seriálu stanice The WB (nyní The CW) Angel. Hlavní roli si zahrála v roce 1998 v australském dramatickém seriálu Hladina adrenalinu. V roce 2016 byla obsazena do jedné z hlavních rolí seriálu stanice Freeform Siréna. Seriál měl premiéru dne 29. března 2018.

## Filmografie

### Film
| Rok  | Název                                                  | Role                | Poznámky            |
| ---- | ------------------------------------------------------ | ------------------- | ------------------- |
| 1994 | Hinekaro Goes on a Picnic and Blows Up Another Obelisk | Hinekaro            | krátkometrážní film |
| 1994 | Rapa Nui - střed světa                                 | Hitirenga           |                     |
| 1994 | Kdysi byli bojovníky                                   | Beth Heke           |                     |
| 1995 | The Call Up                                            | Emily Broughton     |                     |
| 1995 | Savage Play                                            | Takiora             |                     |
| 1998 | Dance Me to My Song                                    | Rix                 |                     |
| 1998 | When Love Comes Along                                  | Katie               |                     |
| 1999 | I'll Make You Happy                                    | Mickie              |                     |
| 1999 | Jak dopadají zoufalci?                                 | Beth Heke           |                     |
| 1999 | 9 Across                                               |                     | krátkometrážní film |
| 2000 | Her Iliad                                              | Lena                |                     |
| 2001 | A.I. Umělá inteligence                                 | průvodčí            |                     |
| 2001 | Vrah duší                                              | Karina              |                     |
| 2002 | Star Wars: Epizoda II – Klony útočí                    | Taun We (hlas)      |                     |
| 2002 | sIDney                                                 | Clarissa            | krátkometrážní film |
| 2003 | Red Zone                                               | Mac's Mom           |                     |
| 2003 | Nemesis                                                | Emily Gray          |                     |
| 2004 | The Land Has Eyes                                      | bojovnice           |                     |
| 2005 | Star Wars: Epizoda III – Pomsta Sithů                  | Nee Alavar          |                     |
| 2005 | Vrána 4: Pekelný kněz                                  | Mary                |                     |
| 2005 | Míša - vodní příšerka                                  | ''Bláznivá" Norma   |                     |
| 2005 | Freezerburn                                            | Lee                 |                     |
| 2006 | Leela                                                  | Matka               | krátkometrážní film |
| 2006 | The Horrible Flowers                                   | Linda               |                     |
| 2006 | The Iron Man                                           | Dolores             |                     |
| 2008 | Ocean of Pearls                                        | Anna Berisha        |                     |
| 2008 | Život je krásný                                        | Sam                 |                     |
| 2008 | Hra na utrpení                                         | psychiatrička       |                     |
| 2008 | Finding Red Cloud                                      | Barfly              |                     |
| 2009 | Veronika se rozhodla zemřít                            | sestra Josephine    |                     |
| 2009 | Prison Break: The Final Break                          | Shu C.O.            |                     |
| 2009 | Spout                                                  | Oma                 | krátkometrážní film |
| 2011 | Alyce Kills                                            | Danielle            |                     |
| 2011 | Absolute Killers                                       | soudkyně Irwin      |                     |
| 2014 | The Last Survivors                                     | Claire              |                     |
| 2014 | Krajina smrti                                          | Babička             |                     |
| 2015 | Poslední lovec čarodějnic                              | Glaeser             |                     |
| 2016 | Lost Girls                                             | Policistka          | krátkometrážní film |
| 2017 | Asomatous                                              | Mordeya             |                     |
| 2019 | Escape and Evasion                                     | Michelle Pennyshaw  |                     |
| 2022 | Whina                                                  | Starší Whina Cooper |                     |

### Televize
| Rok       | Název                  | Role             | Poznámky               |
| --------- | ---------------------- | ---------------- | ---------------------- |
| 1990      | Betty's Bunch          | Shirley Gardner  |                        |
| 1990–91   | Shark in the Park      | Ngaire           | vedlejší role, 11 dílů |
| 1995      | Doba přílivu           | Kara Gibson      | díl: „Regarding Joey“  |
| 1996      | Cover Story            | Mairanga         | díl: „The Cult“        |
| 1996      | G.P.                   | Hilary Harper    | díl: „Fire and Water“  |
| 1996–98   | Hladina adrenalinu     | Macy Fields      | hlavní role, 48 dílů   |
| 2000      | Americká dívka         | Soona Fualau     | TV film                |
| 2000      | Temný rytíř            | čarodějnice      | díl: „Golden Bird“     |
| 2001      | Gideon's Crossing      | Tara             | díl: „Flashpoint“      |
| 2002      | Angel                  | Dinza            | díl: „Uzemnění“        |
| 2009      | Piece of My Heart      | Kat              | TV film                |
| 2009      | Útěk z vězení          | SHU C.O.         | díl: „Konečně volní“   |
| 2009      | Fear Clinic            | Brettova matka   | díl: „Hydrophobia"     |
| 2009–11   | East West 101          | Mere Hahunga     | 3 díly                 |
| 2011      | Shortland Street       | Hine Ryan        | vedlejší role, 8 dílů  |
| 2012      | Agresivní virus        | Kitty Montebello | hlavní role, 10 dílů   |
| 2014–15   | Drsný šerif            | lékařka          | 2 díly                 |
| 2015      | The Red Road           | lékařka          | díl: „Graves“          |
| 2016      | Joy                    | Kaylee           | díl: „California Soul“ |
| 2017–2022 | The Orville            | Heveena          | vedlejší role, 4 díly  |
| 2018–2020 | Siréna                 | Helen            | hlavní role            |
| 2020      | The Gloaming           | Grace Cochran    | vedlejší role, 8 dílů  |
| 2021      | Star Wars: Vadná várka | Taun We (hlas)   | díl: „Bounty Lost“     |
| 2021      | Vegas                  | Rawina Duncan    | vedlejší role, 6 dílů  |